# Rio Bălțatul
O Rio Bălţatul é um rio da Romênia afluente do rio Dâmboviţa, localizado no distrito de Argeş.